# Daisen (Akita)
Daisen (japonsky:大仙市 Daisen-ši) je město v prefektuře Akita v Japonsku. Žije zde přes 80 tisíc obyvatel. V okolí města se nachází mnoho výroben japonského nápoje sake.
Ve městě působí 11 středních a 6 vysokých škol.

## Partnerská města
- Tangdžin, Jižní Korea
- Tettnang, Německo